# Стивънс (окръг, Джорджия)
Вижте пояснителната страница за други значения на Стивънс.
Окръг Стивънс (на английски: Stephens County) е окръг в щата Джорджия, Съединени американски щати. Площта му е 477 km², а населението - 25 435 души (2000). Административен център е град Токоа.